# Antonín Kašpar
Antonín Kašpar (* 28. dubna 1928 Pavlínov – 2021 Mlékovice) byl český a československý politik KSČ, za normalizace ministr spravedlnosti České socialistické republiky.

## Biografie
Vyučil se obuvníkem a působil v tomto oboru do roku 1950. Pak nastoupil jako kádrový pracovník do podniku Rolnické mlékarny Velké Meziříčí. Při zaměstnání vystudoval Právnickou fakultu Univerzity Karlovy. V letech 1952–1958 byl kádrovým pracovníkem na ministerstvu spravedlnosti. V letech 1958–1960 pracoval na pozici předsedy senátu lidového soudu a v období let 1960–1970 zastával funkci předsedy obvodního soudu Praha 10. V roce 1970 usedl na post předsedy Městského soudu v Praze. Angažoval se v městských orgánech KSČ. Byl členem Městského výboru KSČ v Praze, místopředsedou a předsedou OV Svazu československo-sovětského přátelství a členem předsednictva OV Národní fronty. Byl mu udělen Řád práce, Vyznamenání Za vynikající práci a Vyznamenání Za zásluhy o výstavbu.
V červnu 1981 byl jmenován členem české čtvrté vlády Josefa Korčáka jako ministr spravedlnosti. Post ministra si udržel i v následující vládě Josefa Korčáka, Ladislava Adamce a Františka Pitry. Rezignoval až po sametové revoluci na konci roku 1989.
| Ministr spravedlnosti ČR v rámci federace | Ministr spravedlnosti ČR v rámci federace | Ministr spravedlnosti ČR v rámci federace |
| ----------------------------------------- | ----------------------------------------- | ----------------------------------------- |
| Předchůdce: Jan Němec                     | 1981–1989 Antonín Kašpar                  | Nástupce: Dagmar Burešová                 |